# 三峽雙屍案
三峽恩主公醫院雙屍案是2012年12月10日沈文賓、沈文夏兄弟將臺灣宜蘭縣冬山鄉檳榔攤店員潘孟瑤、呂俊偉，載到桃園市大溪區推入灌溉水溝壓入溺斃後，棄屍於新北市三峽區恩主公醫院停車場的殺人案。2024年，憲法法庭受理由沈文賓等37名死刑犯提出的死刑釋憲案。

## 行兇過程
凶手沈文賓因家暴致妻子離家，便和住在鶯歌的弟弟沈文夏一起到妻子娘家尋找離家的妻子，因找不到人，兩人持長槍甩棍跑到妻子哥哥經營的檳榔攤，擄走一女一男兩名店員，分別是妻舅女友潘孟瑤、鄰居呂俊偉，潘是檳榔攤老闆，呂是潘的友人。
因從宜蘭回鶯歌途中，潘始終未說出妻子行蹤，沈文賓因此產生殺人之意，除想殺潘洩憤，為掩飾罪行，還要殺害呂，兩人從三鶯大橋下方河堤邊自行車道，沿路尋找下手地點，在桃園市大溪區，先將呂推入數十公分深灌溉水溝，壓入水中溺殺，再拉潘入水，將潘面部壓入水中重複數次直至無掙扎後，棄屍恩主公醫院停車場。

## 裁判過程
歷經一審、二審、更一審、更二審、更三審、更四審，認沈文賓犯行重大、教化可能性低，共18位法官判死，判六次死刑。弟弟沈文夏更二審判14年，更四審判19年，其餘判無期徒刑，2019年10月高院更四審依幫助殺人罪將弟弟輕判19年，檢方不服，認為應列共同正犯，兩方不服判決，都提上訴，最高法院認為因不符合法律程式及要件，並駁回上訴，弟弟判19年確定。
更四審判決理由，沈文賓殺害呂男後不但沒有不忍之心，且未因初次殺人而害怕，進而將潘女強壓入水，拉出水面，重複多次到潘女沒有掙扎和反應的虐殺行為，明顯沒有絲毫半點良知，且行為手段殘忍。
沈文賓更四審案經上訴，並2020年3月最高法院召開辯論庭，進行生死辯，請精神鑑定的醫師吳建昌到庭，讓檢辯進行交互詰問，確認死刑無從迴避，沒違反比例原則、罪刑相當原則或濫用量刑權限，創下法律審進行精神鑑定調查的首例。2020年3月31日最高法院認為，沈教化可能性的鑑定，無關死刑判決結果，為符合罪責原則及實現司法正義，死刑確定。
2024年，憲法法庭受理沈文賓等37名死刑犯提出的死刑釋憲案。